# Radeanske, Krasnodon
Radeanske (în ucraineană Радянське) este un sat în așezarea urbană Simeikîne din raionul Krasnodon, regiunea Luhansk, Ucraina.

## Demografie
Componența lingvistică a localității Radeanske
     Rusă (87,84%)
     Ucraineană (12,16%)
Conform recensământului din 2001, majoritatea populației localității Radeanske era vorbitoare de rusă (87,84%), existând în minoritate și vorbitori de ucraineană (12,16%).